# لويس موريس (كاتب)
لويس موريس (بالإنجليزية: Lewis Morris)‏ (و. 1833 – 1907 م) هو كاتب، وشاعر، وسياسي من المملكة المتحدة لبريطانيا العظمى وأيرلندا، وويلز، والمملكة المتحدة، توفي عن عمر يناهز 74 عاماً.

## التعليم
تعلم في كلية يسوع (أكسفورد)
.

## جوائز وترشيحات
حصل على جوائز منها:
جوائز
- فارس (1895)

ترشيحات
- جائزة نوبل في الأدب (1902)
- جائزة نوبل في الأدب (1903)
- جائزة نوبل في الأدب (1904)
- جائزة نوبل في الأدب (1905)
- جائزة نوبل في الأدب (1906)
- جائزة نوبل في الأدب (1907)

ترشح لـ:
- جائزة نوبل في الأدب (1907)[7]
- جائزة نوبل في الأدب (1906)[7]
- جائزة نوبل في الأدب (1905)[7]
- جائزة نوبل في الأدب (1904)[7]
- جائزة نوبل في الأدب (1903)[7]
- جائزة نوبل في الأدب (1902).[7]

## روابط خارجية
- لويس موريس على موقع الموسوعة البريطانية (الإنجليزية)